# Контратович Ернест Рудольфович
Ерне́ст Рудо́льфович Контрато́вич (17 травня 1912 , Кальна Розтока, Пряшівський край  — 23 грудня 2009 , Ужгород ) — український художник, 1934 — член Товариства діячів образотворчого мистецтва Підкарпатської Русі, 1946 — член Національної спілки художників України, 1991 — народний художник УРСР.

## Життєпис
Народився 17 травня 1912 року у с. Кальна Розтока (зараз територія Словаччини). Батько Рудольф Михайлович був сільським учителем у с. Великий Березний та директором школи у с. Волосянка. Мати — Ольга Борецька.
Закінчив Ужгородську півче-учительську семінарію(1928 - 1932), отримав спеціальність вчителя народних шкіл. Викладав у верховинських школах с. Луг, Сухий, Ужок. Паралельно із навчанням у семінарії відвідував приватну студію "Публічну школу малювання" (заснована 1927 року), де його вчителями були Йосип Бокшай та Адальберт Ерделі.
З 1933 року брав зі своїми картинами участь у виставках Товариства діячів образотворчого мистецтва.
Один з організаторів та перший голова Закарпатської обласної організації Національної Спілки художників України (з 1946 року).
Є одним із засновників закарпатської школи живопису.
Працював у двох стилістичних напрямках — реалізм та експресіонізм.
Превалюючі жанри у творчості — пейзаж та жанрові композиції.
Основні теми — жебрацтво та смерть, обряди та побут верховинців, міфологія та містичний світ Карпат (1930-ті — 1940-ві роки)
1974 та 2001 років відбувалися його особисті виставки в Києві, 2002 та 2007 — в Ужгороді.
Щоб уникнути обов'язковості малювати тематичні твори у стилі соцреалізм, основним жанром обрав пейзаж.
Автор полотен:
- «Свячення води» (1938),
- «Похорони бідняка» (1939),
- «Сумні мелодії» (1940),
- «Ведуть арештованих» (1943),
- «Єврейські кладовища»
- серії «Карпатські мадонни» (1939—1972)
- «Вид з полонини»,
- «Мальви»,
- «Останній сніг у горах»,
- «Пізня осінь».

Його художні роботи зберігаються у багатьох музеях України. Найбільша колекція знаходиться у фондах Закарпатського обласного художнього музею ім. Й. Бокшая (м. Ужгород).
Похований в Ужгороді.